# Hervormde kerk van Sint Eustatius
De Hervormde kerk van Sint Eustatius is een kerkruïne aan de Kerkweg in Oranjestad op het eiland Sint Eustatius. 
De kerk werd in 1755 ingewijd, tijdens een orkaan werd in 1792 het dak eraf gerukt en de kerk werd hierna niet meer gebruikt. Na een conserverende restauratie in 1981 staan alleen de toren en de muren nog overeind, vanwege het open dak wordt de kerk ook wel de "Cabrioletkerk'" genoemd.   De naastgelegen begraafplaats bevat 18e-eeuwse grafmonumenten van admiraal Willem Crul en commandant Jan de Windt en zijn echtgenote.